# Електромагнитно излъчване
Електромагнитното излъчване (ЕМИ) е разпространяваща се през пространството вълна с електрическа и магнитна компонента. Тези компоненти осцилират под прав ъгъл една спрямо друга, както и спрямо посоката на разпространение на вълната.
Изразът електромагнитно излъчване също се използва като синоним за електромагнитни вълни (ЕМВ) в по-общ смисъл, дори когато последните не се излъчват или разпространяват в откритото пространство. В този смисъл електромагнтитно излъчване е например светлината, разпространяваща се по оптично влакно или електрическата енергия, предавана по коаксиален кабел.
Електромагнитното излъчване притежава енергия, импулс и момент на импулса, които могат да се предават, когато излъчването взаимодейства с някакво вещество.

## Същност

### Теория
Физиката на електромагнитното излъчване се описва от електродинамиката – подобласт на електромагнетизма.
Представата за електромагнитно излъчване може да се свърже с разпространяваща се вълна с напречно осцилиране на електрическото и магнитно полета:
Монохроматичната вълна се разпространява в посока на оста {\displaystyle x} на координатната система {\displaystyle xyz} със скорост {\displaystyle {\vec {v}}}. Напрегнатостта на електрическото поле {\displaystyle {\vec {E}}} (в синьо) се изменя по оста {\displaystyle y}, а магнитната индукция {\displaystyle {\vec {B}}} (в червено), изразяваща плътността на магнитния поток {\displaystyle {\vec {\Phi }}}  – по оста {\displaystyle z}. Във всяка една точка от пространството и във всеки момент от времето векторите {\displaystyle {\vec {E}}}, {\displaystyle {\vec {B}}} и {\displaystyle {\vec {v}}} са взаимно перпендикулярни. Във вакуум и идеален еднороден диелектрик електрическото и магнитно поле са във фаза и с постоянни амплитуди. Те едновременно достигат своите максимални, минимални и нулеви стойности.
Електромагнитни вълни с много по-ниска честота от светлината са предсказани от уравненията на Максуел и впоследствие открити от Хайнрих Херц (Никола Тесла). Максуел извежда вълновата форма на уравненията за електрическото и магнитно полета. Тези уравнения показват симетрията на тези полета.
Според теорията променливото електрическо поле поражда магнитно поле и обратно. Така осцилиращото електрическо поле създава осцилиращо магнитно поле, което от своя страна създава осцилиращо електрическо поле и т.н. По този начин се създава ЕМ вълна, която се разпространява през пространството.

### Вълнов модел
Електромагнитната вълна се характеризира с изменение на амплитудата на електромагнитното поле в дадена точка в пространството. В общия случай изменението е произволно и може да не става по определен математически закон. В частния случай това изменение е периодично: стойностите на електромагнитното поле се повтарят през определено време T, наречено период. Неговата реципрочна стойност се нарича честота f=1/T. Честотата на вълната е степента ѝ на трептене и се измерва в херц (Hz), единица за честота в система SI, равна на една осцилация за секунда. 
Електромагнитната вълна се характеризира с дължина и честота. Двете величини са взаимно свързани: колкото по-дълга е вълната, толкова нейната честота намалява.
Вълновата теория разглежда предимно периодични електромагнитни вълни, които най-често са синусоидални – амплитудата им се изменя по закона на синуса (косинуса). Областта около максимума образува гребена на вълната, а областта около минимума – падината, наричана синклинала. Дължината на вълната λ е разстоянието от максимум до максимум или от минимум до минимум. Вълните в електромагнитния спектър варират от много дълги радио вълни (с размерите на сгради и по големи) до много къси гама лъчи (по-малки от ядрото на атом). Честотата е обратно пропорционална на дължината на вълната.
Честотата и дължината на вълната са важни аспекти на вълновата природа на светлината. Светлината обикновено обхваща диапазон от честоти, чиято сума формира резултантната вълна. Още повече честотата влияе на свойства като пречупване при което различни честоти претърпяват различно ниво на пречупване.
Вълните могат да се опишат и с тяхната енергия на излъчване (лъчиста енергия).
Интерференцията е суперпозиция на две или повече вълни, при което се образува нова вълна. Начинът, по който вълните съвпадат е причина за различни видове интерференция.

### Поведение на частица
При корпускулярния (квантов) модел на ЕМ излъчване, ЕМИ се квантува като частици, наречени фотони. Квантовият модел представя светлината като дискретни порции (пакети) енергия, които образуват излъчването. Големината на енергията на фотоните зависи от честотата на излъчването. Тъй като тези порции енергия се излъчват и поглъщат от други заредени частици, фотоните играят ролята на преносители на енергия.
Енергийните нива на електроните в атомите са дискретни. Фотон, погълнат от атом възбужда даден електрон и той преминава на по-високо енергийно ниво. Ако енергията е достатъчно голяма и електронът достигне достатъчно високо енергийно ниво, така че да може да избяга от притеглянето на положителното ядро, протича процес, наречен йонизация. И обратно – електрон, който се спуска на по-ниско енергийно ниво в даден атом, излъчва фотон с енергия, равна на разликата между нивата. Тъй като всеки химичен елемент има собствени характерни честоти на ЕМИ, регистрирането на излъчените или погълнатите фотони се използва за качествен анализ на елементите.
Например тъмните честотни ленти в абсорбционния спектър на светлината се дължат на поглъщане на тези честоти от атомите в облъчваната среда. Видът на спектъра на поглъщане се определя от състава на материалната среда, през която светлината се разпространява. Например, в далечна звезда, тъмните честотни ленти в светлината, която звездата излъчва се дължат на поглъщането и от атоми в атмосферата на звездата. Тези ленти съответстват на разрешените енергийни нива в атомите.
Подобни са и емисионните спектри. При възбуждането на собствено светене на веществото – например чрез газов разряд, то започва да излъчва светлина. При този процес електроните се спускат на по ниски квантови нива и се проявява спектър, определен от преходите на електроните между енергийните нива. Това се вижда например в емисионния спектър на мъглявините. В днещни дни учените използват това явление за да определят елементния състав на дадена звезда. Явлението се използва и за определяне на разстоянието до дадена звезда, чрез използване на така нареченото червено отместване.

### Разпространение и параметри
Когато вълни се разпространяват от една среда в друга, тяхната честота остава същата – променя се само скоростта им.

#### Разпространение в свободното пространство
Свободното пространство е еднородна непоглъщаща среда с относителна диелектрична проницаемост {\displaystyle \varepsilon _{r}} = 1. Под свободно пространство се разбира вакуум или въздух.
Във вакуум всички електромагнитни вълни имат една и съща скорост:

c = 299 792 458 m/s≈3×108m/s. 
Скоростта c е произведение от дължината на вълната λ и честотата f
c=λf,
които са обратно пропорционални – когато λ намалява, f се увеличава и обратно – така произведението им винаги е константа. Оттук може да се определи дължината на вълната по известна честота и обратно:
λ=c/f, f=c/λ

#### Разпространение в материални среди
Когато електромагнитна вълна навлезе в материална среда, тя намалява скоростта си. Също така вълната променя и своята дължина (но това не означава, че различните вълни имат различна скорост). Скоростта на вълната зависи от плътността на средата и се определя от израза
v=c/n,
където n e коефициентът на пречупване в дадената среда. От формулата следва, че n е безразмерна величина, която показва колко пъти скоростта на вълната в дадената среда v e по-малка от тази във вакуум c
n=c/v,
а също и колко пъти дължината на вълната в дадената среда λ e по-малка от тази във вакуум λ0
λ=λ0/n
И в материални среди скоростта v е произведение от дължината на вълната λ и честотата f
v=λf.
Електрически заряд, който се ускорява или някакво променливо магнитно поле, поражда електромагнитно излъчване. Електромагнитната информация за заряда пътува със скоростта на светлината. Когато даден проводник или антена провежда променлив ток, се разпространява електромагнитно излъчване с честотата на тока. В зависимост от обстоятелствата ЕМИ може да има поведение на вълна или на частица. Като вълна ЕМИ се характеризира със скорост, дължина на вълната и честота. Когато се проявяват свойствата на частица, се определят фотони, от които всеки има енергия свързана с честотата на вълната според формулата на Планк:
E = h.f,
където E е енергията на фотона, h = 6,626 × 10-34 J·s е константата на Планк и f е честотата на вълната.
Едно правило е винаги в сила, независимо от обстоятелствата: Електромагнитните вълни (ЕМВ) във вакуум се разпространяват винаги със скоростта на светлината, независимо от скоростта на наблюдателя (виж специална теория на относителността).
В среда, различна от вакуум се вземат предвид скоростта на разпространение на електромагнитните вълни в различни веществени среди или коефициентът на пречупване, които на свой ред зависят, най-общо казано, от честотата и посоката.

### Свойства
Електрическото и магнитното поле проявяват свойството на суперпозицията. Това означава, че полето дължащо се на дадена частица или променливо във времето електрическо или магнитно поле се прибавя към полето възникнало от други причинители. Тъй като магнитното и електрическо полета са векторни полета, този процес се свежда до събиране на вектори. Като резултат ЕМИ се проявява в явления като пречупване и дифракция. Например разпространяваща се ЕМ вълна през специфично разположение на атоми индуцира осцилации в атомите и причинява те да излъчват собствени вълни. Тези емисии взаимодействат (интерферират) с вълната причинител и променят формата ѝ.
При пречупването, вълна разпространяваща се от една в друга среда с различна плътност променя скоростта си и посоката си на разпространение, когато навлезе в новата среда. Отношението на коефициентите на пречупване на средата определя степента на пречупване. Пречупването е механизъм, чрез който светлината се разлага (дисперсия) в спектър, когато премине през призма.
ЕМИ проявява корпускулярно-вълнов характер. Тези свойства са взаимноизключващи се и се проявяват отделно при отделни обстоятелства: вълновият характер се проявява когато ЕМИ се измерва при относително дълги интервали от време и при големи разстояния, а свойствата на частица са очевидни при малки разстояния и времеинтервали. Тези свойства са потвърдени от множество експерименти.

## Електромагнитен спектър
Електромагнитните излъчвания се разделят, според дължината на вълната, на радиовълни, микровълни, инфрачервено излъчване, видима светлина, ултравиолетово излъчване, рентгеново излъчване и гама-излъчване. Всяко електромагнитно излъчване може да бъде разложено чрез преобразование на Фурие до сума от монохроматични вълни, всяка от които има точно положение в спектъра.
Спектроскопията служи за определяне на мястото на дадено електромагнитно излъчване в спектъра. Спектрографският анализ можеда даде информация за физическите свойства на излъчващия обект, което намира широко приложение в астрофизиката. Например, водородните атоми излъчват радиовълни с дължина 21,12 cm и наличието на такива вълни показва присъствие на водород в източника на излъчването.